# Patrick Dumee
Patrick Dumee (Rotterdam, 23 september 1967) is een Nederlands voormalig voetballer. In de jaren 80/90 speelde hij twee seizoenen voor SVV en vier seizoenen bij SBV Excelsior als linker verdediger/middenvelder en soms ook in de aanval.

## Carrière
Dumee begon bij LMO waarmee hij in 1986 naar de tweede klasse promoveerde. In 1987 werd hij, nadat hij aanvankelijk zou overstappen naar BVV Barendrecht, door SVV gecontracteerd waarvoor hij in de Eerste divisie debuteerde in een uitwedstrijd tegen NAC. In 1989 ging Dumee naar SBV Excelsior nadat Errol Refos de omgekeerde overstap gemaakt had. Dumee miste in 1990 een gedeelte van het seizoen vanwege de militaire dienst. Aan het begin van het seizoen 1991/92 leidde een uitspraak van trainer Sándor Popovics, die het spel van Dumee tegen Haarlem 'de grootste ramp sinds Tsjernobyl' noemde, tot commotie binnen de club. In 1993 ging hij naar Kozakken Boys. Dumee speelde nog voor VVGZ en zijn jeugdclub LMO voor hij vanwege blessures moest stoppen met voetbal. Hij trainde ook in het amateurvoetbal.